# Diclasiopa
Diclasiopa Hendel, 1917, è un genere di insetti della famiglia degli Ephydridae (Diptera: Schizophora). 

## Descrizione
Il capo ha faccia leggermente arcuata e antenne con arista pettinata e pedicello provvisto di una setola dorsale. La chetotassi della regione frontale contempla la presenza di due paia di setole fronto-orbitali, quelle anteriori proclinate, quelle posteriori reclinate, setole ocellari, verticali e pseudopostocellari ben sviluppate, queste ultime proclinate e leggermente divergenti. Faccia con un paio di setole facciali ricurve verso l'alto, inserite in basso, ai margini laterali. Gene con brevi setole e una più sviluppata delle altre.
Torace con setole acrosticali prescutellari ben sviluppate e dorsocentrali deboli, ad eccezione del paio posteriore. Le regioni laterali del mesonoto portano una sopralare postsuturale robusta e due notopleurali. Scutello densamente pubescente e con due paia di setole scutellari sui margini. Le pleure hanno l'anepisterno provvisto di due setole diseguali presso il margine posteriore.
L'addome dei maschi ha l'epandrio conformato a U rovesciato, cosparso di setole e avvolgente un paio di cerci di forma globosa.

## Sistematica e filogenesi
Il genere era in passato incluso nella vecchia sottofamiglia delle Psilopinae, ma successivamente alla revisione della tassonomia degli Ephydridae (Zatwarnicki, 1992), fu inserito con tutta la tribù dei Discocerinini, nella nuova sottofamiglia delle Gymnomyzinae. 
Sotto l'aspetto filogenetico è in relazione con i generi Ditrichophora, Hecamedoides e Pectinifer, con i quali forma il clade intermedio dell'albero cladistico dei Discocerinini.
Vi sono comprese le seguenti quattro specie:
- Diclasiopa galactoptera (Becker, 1903)
- Diclasiopa lacteipennis (Loew, 1862). Sinonimo: Hecamede xanthocera Loew, 1862. Obsolete combinazioni: Discocerina lacteipennis (Loew, 1862), Ditrichophora xanthocera  (Loew)
- Diclasiopa nigricornis Wirth, 1956
- Diclasiopa niveipennis (Becker, 1896)

## Distribuzione
Il genere è rappresentato principalmente nel Paleartico, con tre specie, di cui una presente anche nel Neartico (D. lacteipennis). D. nigricornis è, invece, endemica dell'ecozona afrotropicale.
In Europa sono presenti solo le specie D. lacteipennis e D. niveipennis. Entrambe le specie sono segnalate anche in Italia, la prima solo nel territorio continentale, la seconda anche nell'Italia insulare.